# Chalcides sexlineatus
Espèce
Synonymes
- Chalcides viridanus var. sexlineata Steindachner, 1891
- Chalcides viridanus var. bistriata Steindachner, 1891
- Chalcides pallens Steindachner, 1891

Statut de conservation UICN

 LC  : Préoccupation mineure
Chalcides sexlineatus est une espèce de sauriens de la famille des Scincidae.

## Répartition
Cette espèce est endémique de l'île de Grande Canarie dans les îles Canaries.

## Liste des sous-espèces
Selon The Reptile Database (6 août 2012) :

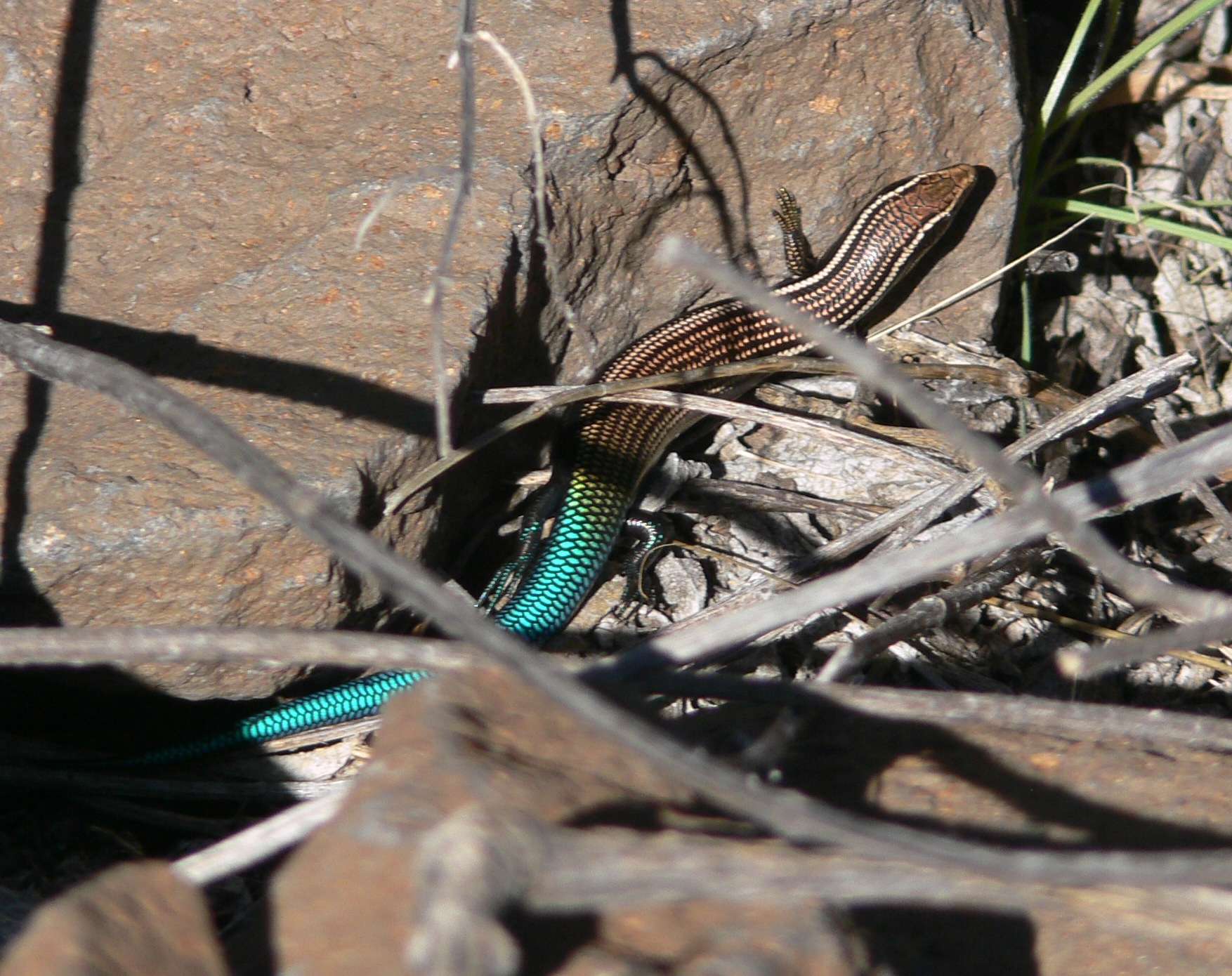

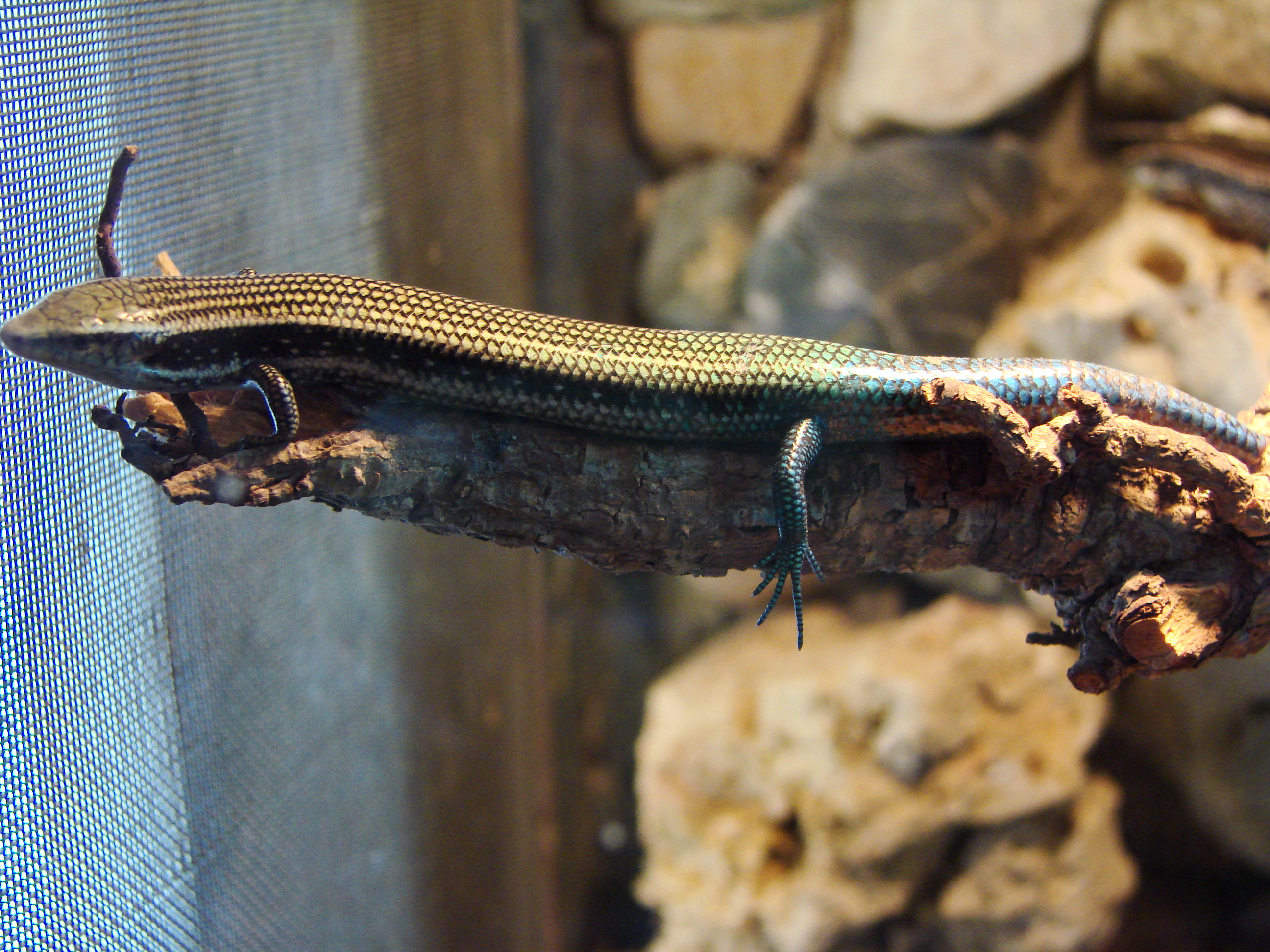

- Chalcides sexlineatus bistriatus Steindachner, 1891
- Chalcides sexlineatus sexlineatus Steindachner, 1891

## Publication originale
- Steindachner, 1891 : Ueber die Reptilien und Batrachier der westlichen und oestlichen Gruppe der Kanarischen Inseln. Annalen des K.K. Naturhistorischen Hofmuseums, vol. 6, p. 287-306 (texte intégral).